# Rifugio Maison Vieille
Das Rifugio Maison Vieille ist eine Schutzhütte im Aostatal in den Grajischen Alpen. Sie liegt in einer Höhe von 1956 m s.l.m. im Seitental Val Veny innerhalb der Gemeinde Courmayeur am Col Chécrouit. Die Hütte wird von Anfang Dezember bis Ende April sowie von Mitte Juni bis Mitte September bewirtschaftet und bietet in dieser Zeit 54 Bergsteigern Schlafplätze.
Die Hütte befindet sich sowohl an der häufig begangenen Tour du Mont-Blanc als auch am Höhenweg Alta via della Val d’Aosta n.2.

## Geschichte
Das Rifugio Maison Vieille wurde im Jahr 1976 an Stelle einer alten Alm errichtet.

## Anstieg
Die Berghütte La Maison Vieille ist zu Fuß von Pré de Pascal im Val Veny erreichbar. Von Dolonne bei Courmayeur benötigt man ca. 2 Stunden. Der Übergang von der Berghütte Monte Bianco bewältigt man in 40 Minuten.
Die Berghütte ist auch mit der Seilbahn Courmayeur und mit dem Sessellift Maison Vieille erreichbar, die neben der Wintersaison auch im Juli und August geöffnet sind.

## Tourenmöglichkeiten

### Übergänge
- Übergang zur Schutzhütte Rifugio Elisabetta Soldini Montanaro (2168 m).
- Übergang zur Schutzhütte Rifugio Monte Bianco (1700 m).
- Übergang zur Schutzhütte Rifugio Giorgio Bertone (1989 m).

### Gipfeltouren
Folgende Gipfel oder Pässe können von der Hütte erreicht werden:
- Monte Chétif – (2343 m)
- Pré de Pascal – (1912 m)